# خلافت راشدین
خلافت راشدین (به عربی: الخلافة الراشدة) یا خلافت اولیه نخستین حکومت اسلامی تحت نام خلافت است که در روز درگذشت محمد پیامبر اسلام، در دوشنبه ۲۸ صفر سال ۱۱ ه‍. ق برابر با ۱۰ ژوئن سال ۶۳۲ میلادی پدید آمد. و تا سال ۴۰ هجری قمری به طول انجامید. فرمانروایان از صحابه محمد و از طایفه قریش به ترتیب ابوبکر (حاکم ۶۳۲–۶۳۴)، عمر بن خطاب (حاکم ۶۳۴–۶۴۴)، عثمان بن عفان (حاکم ۶۴۴–۶۵۶) و علی بن ابی‌طالب (حاکم ۶۵۶–۶۶۱) بودند. اهل سنت که منزلت دینی ویژه‌ای برای حاکمان این حکومت قائلند حکومتشان را خلافت راشدین به معنای «خلافت هدایت شده» می‌نامند، اما شیعیان مشروعیت برخی از این خلفا را قبول ندارند.
محمد، پیامبر اسلام، با عقد میثاق مدینه، امتی را ایجاد کرد سپس از طریق جنگ یا عهدنامه، حجاز و مناطق شرقی و جنوبی شبه جزیره عربستان را فتح کرد. با فوت محمد بر سر جانشینی وی اختلاف به وجود آمد اما سرانجام ابوبکر جانشین او شد. اهل سنت معتقدند محمد جانشینی برای خود برنگزید حال آنکه شیعیان با استناد به واقعه غدیر خم معتقدند محمد، علی را به جانشینی (خلافت) منصوب کرد.
خلافت ابوبکر با دو بحران سرپیچی گروهی از مسلمانان از پرداخت زکات و پیامبران نو ظهور همراه بود که ابوبکر با این دو گروه وارد جنگ‌هایی به نام جنگ‌های ارتداد گشت. پس از تسلط بر شبه جزیره عربستان، مسلمانان وارد جنگ با ساسانیان و بیزانس شدند و توانستند در جبههٔ عراق بر سرزمین‌های غربی فرات از جمله حیره، الانبار دومه جندل در جبههٔ شام بر بخش جنوبی سوریه و فلسطین چیره شوند. پس از مرگ ابوبکر عمر جانشینش می‌شود که بیشترین مساحت کشورگشایی‌های مسلمانان در زمان وی روی داد و شام، عراق، مصر و بخش عمده‌ای از ایران از طریق جنگ تسخیر شد. گسترش قلمرو در زمان عمر، چالشی بود که مسلمانان را مجبور کرد که برای نخستین‌بار از ساماندهی‌های دیگر کشورها نظیر امپراتوری روم شرقی و ساسانیان برداشت کنند؛ لذا مسلمانان از تقسیمات کشوری، دفتر محاسبه (دیوان)، تاریخ‌نگاری و نظام پولی آنان تقلید کردند.
عمر توسط یک ایرانی به نام پیروز نهاوندی زخمی کشنده خورد. وی در بستر مرگ شورای خلافت شش نفره‌ای را معین کرد تا خلیفهٔ بعدیش را تعیین کنند. عثمان توسط شورا برگزیده شد و بعد از مرگ عمر در رأس قدرت قرار گرفت. خلافت راشدین در زمان عثمان به بیشترین حد گسترش خود رسید، به‌طوری‌که مسلمانان تقریباً همهٔ قلمروی ساسانیان و بخش‌های آسیایی و آفریقایی امپراتوری روم شرقی جز غرب آناتولی را فتح کردند؛ بدین ترتیب قلمروی مسلمانان از شمال تا قفقاز، از غرب تا تونس، از شرق شامل تا افغانستان بود و شبه جزیره عربستان، شام، فلات ایران، بین‌النهرین، شرق آناتولی و مصر و لیبی را دربرمی‌گرفت. نقش اساسی در جنگها و کشورگشایی‌ها را فرماندهانی نظیر خالد بن ولید، عمرو عاص و سعد بن ابی‌وقاص بازی کردند.
سال ۶۵۱ آشوب‌هایی در خلافت آغاز شد و ۶۵۶م به کشته شدن عثمان توسط مسلمان ناراضی انجامید و مردم با علی بیعت کردند. خلافت علی با جنگ‌های داخلی میان مسلمانان شناخته شده به نام فتنه اول همراه بود. علی نخست در نبرد جمل با گروهی از مخالفان به رهبری طلحه، زبیر و عایشه که بصره را تصرف کرده بودند جنگید و آن‌ها را شکست داد. از سوی دیگر، معاویة ابن ابی‌سفیان، حاکم شام، از بیعت سرباز زد و به بهانهٔ قصاص قاتلان عثمان با علی به مخالفت برخاست. علی با معاویه در صفین نبرد کرد و به ناچار به حکمیت تن درداد. در نتیجهٔ حکمیت، خلافت به دو سرزمین به مرکزیت کوفه و دمشق تقسیم شد، که بخش اول تحت فرمان علی و دیگری در دست معاویه بود. سپس علی با گروهی از مخالفان موسوم به خوارج جنگید. نهایتاً، علی به دست یکی از خوارج، ابن ملجم مرادی، در ۶۶۱ میلادی کشته شد. حسن بن علی پس از پدر به امامت (در دیدگاه شیعیان) و خلافت مشغول شد؛ ولی پس از مدت کوتاهی قرارداد صلح با معاویه را پذیرفت و به سود معاویه از خلافت کناره‌گیری کرد. با پایان خلافت حسن بن علی و قرارداد صلح او با معاویه، خلافت راشدین جای خود را به خلافت امویان داد که از ۴۱ ه‍.ق (۶۶۲م) تا ۱۳۲ ه‍.ق (۷۵۰م) حکومت کرد.

## واژگان‌شناسی
اصطلاح «خلیفه» در اسناد دست اول مربوط به دوره خلافت راشدین یافت می‌شود و به رسیدی به دو زبان عربی-یونانی در سال ۶۴۳، اواخر خلافت عمر، مربوط می‌گردد. اما در خصوص کاربرد خلیفه در معنای سیاسی آن اختلاف وجود دارد. مادلونگ و برخی دیگر از اسلام پژوهان می‌گویند عنوان «خلیفه رسول‌الله» به معنای جانشین پیامبر خدا را نخستین بار ابوبکر، برای خود به کار برد. اما به نوشته وداد کادی و آرام شاهین، بعید است ابوبکر لقبی را برای خود استفاده کرده باشد و احتمالاً بعداً در دوره عباسیان این موضوع را جعل کردند.
برخی نویسندگان نظیر پاتریشیا کرون و مادلونگ می‌گویند عثمان نخستین بار لقب «خلیفة الله» را برای خود به کار برد که چنین عنوانی بیانگر اقتدار دینی شدیدی است. در مقابل وداد کادی و آرام شاهین می‌گویند مواردی که لقب «خلیفة الله» برای عثمان به کار رفته‌است، بعداً در دوره امویان جعل شده‌است. همچنین شیعیان به جای استفاده از خلیفه از امام استفاده می‌کنند.
نخستین بار کاربرد «خلافت» به عنوان یک نهاد سیاسی در زمان هشام بن عبدالملک رخ داد. عبارت «خلافت» در اصطلاح هم شخص «خلیفه»، هم نهاد سیاسی قانونی حکومت بر مسلمانان، هم به دوران این حکومت و هم به حوزه تحت حکومت شامل قلمرو و اتباع حکومت گفته می‌شد در مقابل «امام» و «امامت» را به جای «خلیفه» و «خلافت» به کار می‌بردند و جوامع غیر مسلمانان نیز به‌خصوص در سدهٔ نخست از این اصطلاح برای اشاره به دولت مسلمان استفاده نمی‌کرده‌اند. نهاد خلافت به‌تدریج در خلال زمان تحول یافت و بالاخره در اوایل دوره عباسیان در نیمه دوم سده هشتم میلادی، در قالب یک مفهوم اصطلاحی تثبیت شد.
تعبیر «خلفای راشدین یا راشدون» به معنای خلفای هدایت شده، تعبیری راست کیشانه یا پدرسالارانه ارائه می‌دهد و این دوره را به صورت عصر حماسی جلوه می‌دهد. به نوشته دانشنامه اسلام بریل، اما این تعبیر برای آن زمان نابهنگام است زیرا نظام عقاید و اعمال مذهبی مدون و مقبول عامه وجود نداشته‌است، تا بتوان چنین تعبیری را دربارهٔ آن به کار برد.

## تاریخ

### پیشینهٔ تاریخی

#### وضعیت منطقه به‌خصوص امپراتوری‌های ساسانی و روم شرقی

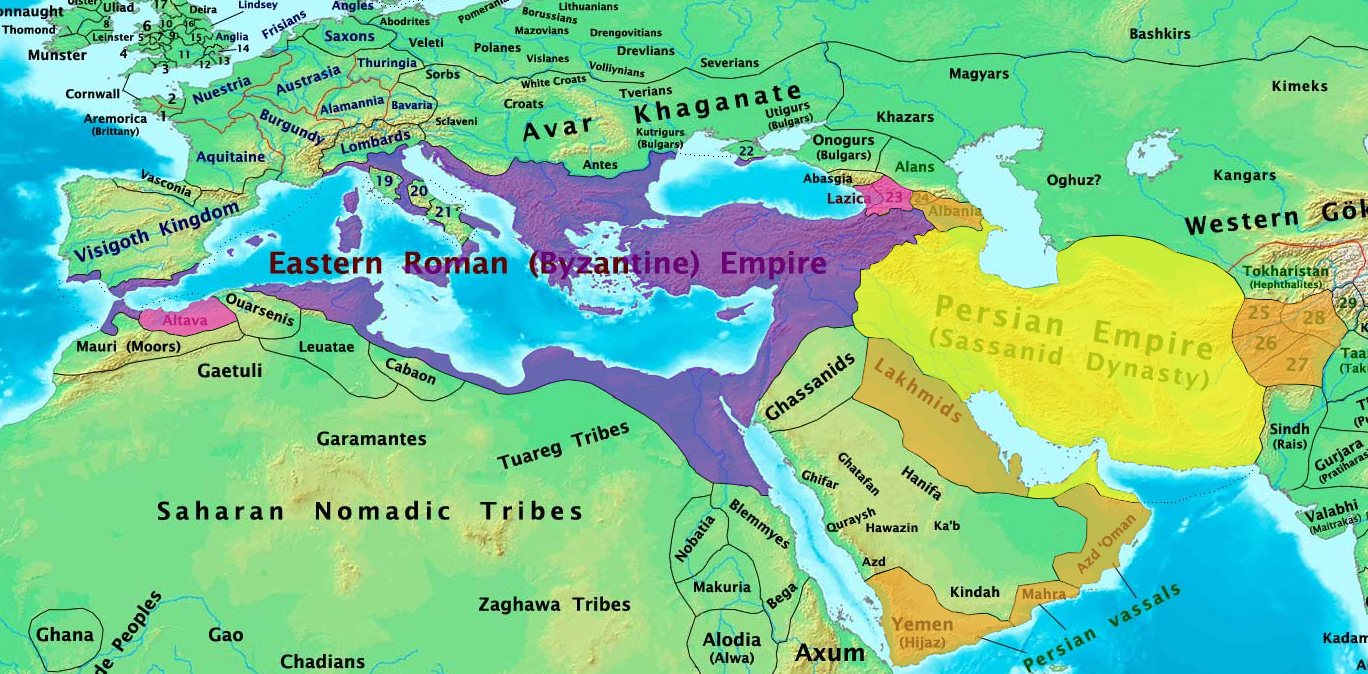
امپراتوری بیزانس، امپراتوری ساسانیان و دیگر قدرت‌های محلی پیش از ظهور اسلام در سال ۶۰۰میلادی.

در طی سده‌های چهارم تا ششم میلادی، ساسانیان دولت لخمیان را از قبایل عرب حیره تأسیس کردند و در برابر آن رومیان دولت غسانیان را ایجاد کردند. در پایان سده ششم میلادی امپراتوری‌های ساسانی و بیزانس به این نتیجه رسیدند که حفظ دولت‌های وابسته عرب، یعنی لخمیان و غسانیان، به عنوان نیروهایی مسلط در برابر عرب‌های منطقه ارزشی ندارد. هرچند این دولت‌ها از بین رفتند، اما سبب شدند قبایل عرب عراق و شام کارآزموده تر، سازمان یافته تر و ثروتمندتر شوند. برخی می‌گویند اگر این دولت‌ها، در سده هفتم همچنان پابرجا بود، می‌توانست به عنوان مانعی در برابر حمله سپاه عرب مسلمان عمل کند. در مقابل، با از بین رفتن این رابطه، قبایل این منطقه که به لحاظ نظامی کارآزموده شده بودند، به امید کسب منابع مالی به صف مسلمانان پیوستند.
جنگ ۲۵ ساله ایران و روم که از ۶۰۲ تا ۶۲۸ به طول انجامید، زمینه‌ساز پیدایش خلافت اسلامی به عنوان یک امپراتوری جدید شد. این جنگ نظم سیاسی را که طی سه سده بر این منطقه حاکم بود، فروریخت و خلأ قدرتی را پدیدآورد، که در پی آن سپاهیان مسلمان عرب آن دو امپراتوری را شکست دادند و امپراتوری نوپدید خلافت را بنا نهادند. طی این جنگ، نخست خسروپرویز سرزمین‌های آناتولی، شام و مصر را تصرف کرد، ولی در پایان، ضدحمله هراکلیتوس منجر به شکست و عقب‌نشینی ساسانیان گردید. در پی آن، خسروپرویز به قتل رسید و دوره‌ای چندساله از هرج و مرج سیاسی دربار ساسانیان را فراگرفت. نهایتاً، یزدگرد سوم بر تخت نشست. هرچند، سپاه امپراتوری ساسانی، در جنگ آسیب چندانی ندیده بود و همچنین موانع طبیعی شامل رودخانه‌های فرات و دجله و نیز کوه‌های زاگرس از سرزمین ایران در برابر مهاجمان دفاع می‌کرد، اما، امپراتوری ساسانی به علت اختلافات سیاسی داخلی بیش از آن ضعیف شده بود که بتواند در برابر حمله سپاهیان مصمم مسلمان مقاومت کند.
این جنگ هر دو امپراتوری را فرسوده کرد و در خصوص ساسانیان، منجر به یک بحران سیاسی داخلی شد. هرچند جنگ با پیروزی روم شرقی به پایان رسید، اما امپراتوری روم نیز وضع بهتری نداشت. برخی از ثروتمندترین مناطق این امپراتوری، یعنی آناتولی، شام و مصر، طی دو دهه تحت اشغال بودند. همچنین، مردمان این سرزمین‌ها دیگر امپراتوری روم را به عنوان یک ضرورت اجتناب ناپذیر زندگی نمی‌دیدند. به علاوه، امپراتوری ذخایر ثروتش را در خلال جنگ هزینه کرده بود و دیگر منبعی برای تأمین مالی قوا در برابر سپاه مسلمانان نداشت.

#### پیدایش امت و دولت اسلامی در عربستان
محمد احتمالاً بین ۵۶۷ تا ۵۷۳ م که مقبول‌ترین سال، ۵۷۱ میلادی است متولد شد.
به باور مسلمانان محمد در یکی از شب‌های سال ۶۱۰. م، به پیامبری رسید. بنابر زندگی‌نامهٔ ابن اسحاق، محمد تا سه سال دین تازهٔ خود را پنهانی تبلیغ می‌کرد. بعد از آن محمد دینش را به صورت علنی تبلیغ کرد. طی ۱۳ سال دعوت در مکه، تعداد اندکی به اسلام گرویدند که با مخالفت برخی قبیله‌های قریش روبه‌رو شدند و با آنان با خشونت رفتار می‌شد. محمد برای رهایی از آزار و اذیت‌ها به همراه پیروان خویش، در سالی که بعدها مبدأ تقویم هجری شمسی و قمری شد، به شهر یثرب (که بعدها مدینةالنبی نامیده شد)، هجرت کرد. او در مدینه توانست قبایل در حال جنگ اوس و خزرج را متحد کند. وی بر پایه مسلمانان مهاجر مکه و یهودیان مدینه با عقد میثاق مدینه جامعه و دولتی نوین با نام امت تأسیس کرد. این پیمان مفهوم ساختار اجتماعی امت را به عنوان اجتماعی یکسان از مؤمنان تعریف می‌کند که دربردارندهٔ یهودیان نیز می‌شد؛ اما غیر یکتاپرستان مدینه را دربرنمی‌گرفت. سپس بین مسلمانان با قبایل مکه و هم پیمانان آن‌ها جنگ درگرفت و سرانجام پس از هشت سال جنگ با مکه، محمد به همراه پیروانش که تا آن زمان به بیش از ده هزار نفر بالغ شده بودند، شهر زادگاهش را فتح کرد. به‌تدریج و به‌خصوص پس از فتح مکه از طریق جنگ و عمدتاً معاهده حجاز و مناطق شرقی و جنوبی شبه جزیره عربستان را فتح کرد و بیشتر مردم شبه جزیره عربستان به اسلام گرویدند و امت اسلام به کل این سرزمین گسترش یافت.
از سوی دیگر، از سال پنجم هجری، محمد لشکرکشی به سمت شام را آغاز کرد. نخستین هدف دومة الجندل در میانه راه مدینه و دمشق بود. در سال نهم هجری، وی خالد بن ولید را با سپاهی به آن سو فرستاد که دومةالجندل و تبوک را فتح کرد. طبق روایات تاریخی مسلمانان، محمد از سال ۶ و ۷ هجری نامه‌هایی را برای سران حکومت‌های همسایه شامل هراکلیتوس، امپراتور بیزانس، نجاشی شاه حبشه، خسرو پرویز شاه ساسانی و چند تن دیگر فرستاد و آن‌ها را دعوت به دین اسلام کرد. اما همگی این دعوت را رد کردند. بیشترین تاریخ پژوهان مدرن این اقدامات را منشأ فتوحات بعدی مسلمانان می‌دانند، که در زمان خلافت راشدین رخ داد.

### جانشینی محمد
محمد ده سال پس از هجرت، و چند ماه پس از بازگشت از حجةالوداع، بیمار شد و ظهر روز دوشنبه در ۲۸ صفر سال ۱۱ سال ۶۳۲م در خانهٔ خودش در شهر مدینه در حالی که ۶۳ سال داشت درگذشت. گروهی از مردم به سقیفه بنی ساعده رفتند تا در مورد جانشینی محمد گفتگو کنند. این امر درحالی بود که، علی به همراه طلحه و زبیر و جمعی از خویشان و صحابهٔ محمد، مشغول خاکسپاری‌اش بودند، نتیجه گردهمایی مسلمانان در سقیفه، انتخاب ابوبکر به‌عنوان جانشین محمد بود. گروهی از انصار در سقیفه بنی ساعده از سعد بن عباده حمایت می‌کردند، اما مهاجران این را نپذیرفته و خود را از لحاظ خویشاوندی نزدیک‌تر به محمد می‌دانستند. در میان مهاجران عده‌ای نیز به رهبری علی و شامل زبیر، طلحه، عباس بن عبدالمطلب، مقداد، سلمان فارسی، ابوذر غفاری و عمار بن یاسر، علی را وارث مشروع محمد می‌دانستند. پوناوالا معتقد است تاریخ‌نگاران مسلمان اتفاق نظر دارند که بحران موجود در این برهه، توسط سه تن از مهاجران مشهور به نام‌های ابوبکر و عمر و ابوعبیده جراح برطرف گردید. آنان انصار را جمع کرده و به آن‌ها ابوبکر را تحمیل کردند. حسادت بین دو قبیلهٔ مهم انصار به نام اوس و خزرج و عدم فعالیت بنی‌هاشم در تبلیغ نظرشان، موفقیت این سه تن را تسهیل نمود.
این انتخاب باعث اختلاف بین هواداران ابوبکر و طرفداران علی شد. طرفداران علی قائل بودند که علی توسط شخص محمد به جانشینی منصوب شده‌است و بنابراین مقام خلافت باید از آن وی باشد. علاوه بر آن، طبری در تاریخ خود نقل کرده‌است که گروهی از مخالفان ابوبکر از جمله زبیر در خانهٔ فاطمه گرد آمدند و عمر با تهدید به آتش زدن خانه، آن‌ها را بیرون کشاند. علی بعداً مکرر می‌گفت که اگر چهل یاور داشت قیام می‌کرد. به نوشته پوناوالا علی و بنی‌هاشم تا قبل از مرگ فاطمه (حدود شش ماه) از بیعت با ابوبکر سر باز زدند. علی بر روی حقش پافشاری ننمود، چرا که تمایل نداشت امت نوپای اسلام دچار کشمکش گردد.
بدین ترتیب به‌تدریج نهاد خلافت پدید آمد که در خارج از جهان اسلام معادلی ندارد. خلیفه از منزلت رهبری و حق گزینش زمامداران برخوردار بود. انتصاب به خلافت نوعی قرارداد بود که تعهدات متقابلی را بین خلیفه و اتباع وی (امت) پدیدمی‌آورد.

### خلافت ابوبکر (۱۱–۱۳هـ/۶۳۲–۶۳۴م)

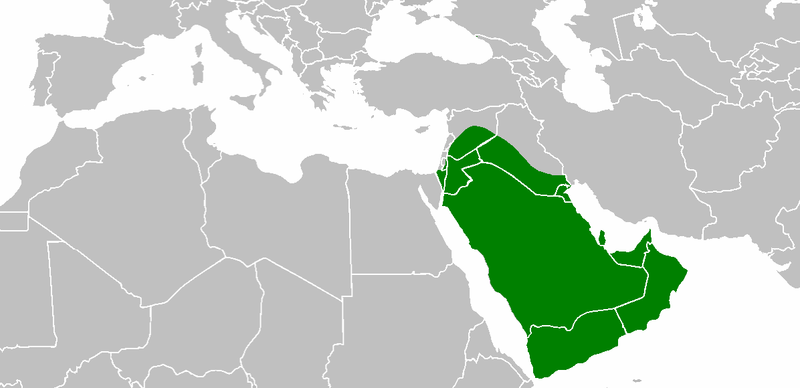
قلمرو خِلافت راشدین در اواخر زندگی ابوبکر.

پس از درگذشت محمد، بیشتر قبیله‌های عربی بجز مکه، طائف و قبائل موجود در حومهٔ سه شهر مذکور در مقابل ابوبکر دست به شورش زدند. دلایل خیزش متفاوت بود، برخی از دیدن اسلام منصرف شدند گروه دیگر نیز به پشتیبانی از مدعیان پیامبری (متنبیان) پرداختند. هرچند برخی قبایل پذیرفتند با ابوبکر بیعت کنند مشروط بر آنکه زکات را نپردازند، اما ابوبکر هیچ گونه سازش در خصوص زکات را نپذیرفت و آن را به‌منزله معیاری برای پذیرش اسلام از سوی قبایل طرح کرد و دستور داد با هر کس از پرداخت زکات مطابق سهمی که به محمد می‌پرداخت خودداری کند، به عنوان مشرک بجنگند. عمر این رویه ابوبکر را نقد کرد و مشروعیت جنگ با کسانی که زکات نمی‌پردازند، بعداً موضوع بحث واقع شد. مادلونگ می‌نویسد طبق معیارهای قرآنی این افراد را حداکثر می‌توان نفاق تلقی کرد، نه شورشی یا مرتد.
ابوبکر فرماندهی سپاه مسلمانان در جنگ‌های رده را عمدتاً به بزرگانی از قبیله قریش به‌خصوص تیره بنو عبدشمس نظیر یزید بن ابوسفیان و تیره بنی مخزوم نظیر خالد بن ولید سپرد و کمتر کسی از مهاجران نخستین و انصار را به فرماندهی گماشت. همچنین با شروع فتوحات، فرماندهی سپاه عراق را به خالد بن ولید و فرماندهی سپاه شام را به یزید بن ابی سفیان سپرد. ویلفرد مادلونگ بر این نظر است که وی قصد داشت به این ترتیب رضایت خاطر قریش را از خلافت جدید فراهم سازد.
ابوبکر به سپاهش گفته بود با هر که به اسلام گروید ستیز نکنند ولی وقتی مسلمانان مالک بن نویره را شکست دادند و یارانش را اسیر کردند، ضرار بن ازور او را کشت؛ در حالی که وی و قبیله‌اش اسلام آورده بودند، اما به نظر می‌رسد جرمشان سرباز زدن از بیعت با ابوبکر بوده‌است. گردانی از سپاه مسلمانان، به فرماندهی شرحبیل بن حسنه به دست نیروهای مُسیلمه، که مدعی نبوت بود، شکست خورد. سپس خالد بن ولید به او یاری رساند و با مُسیلمه و هم‌پیمانانش از قبیلهٔ بنی حنیفه، ستیز کرد و تعداد زیادی از آن‌ها را به قتل رساند. مسیلمه خودش هم به دست وحشی بن حرب پس از مبارزه طلبیده شدن کشته شد. بعد از شکست دادن مُسیلمه، گروه‌های از اسلام برگشته یکی پس از دیگری از دست مسلمانان شکست خوردند تا به کلی این خیزش سرکوب شد و عرب‌ها خود را برای یورش به عراق، سوریه و مصر آماده کردند.
در روزهای پس از پیروزی ابوبکر در جنگ‌های رده، مثنی بن حارث شیبانی یکی از رهبران عرب‌ها که با ساسانیان در عراق به مبارزه می‌پرداخت با ابوبکر در مدینه ملاقات کرد و از وی پشتیبانی طلبید. ابوبکر به او جواب مثبت داد و به کمکش شتافت و خالد بن ولید را برای اولین حملهٔ نظامی اسلامی به خارج شبه جزیرهٔ عربستان فرستاد. خالد بن ولید از یمامه در محرم سال ۱۲ه‍.ق به سوی عراق روانه شد.
نخستین نبرد خالد در مقابل ارتش ساسانی به فرماندهی «هرمز» در نبرد زنجیر بود. مسلمانان در این نبرد پیروز می‌شوند و خالد به المثنی دستور می‌دهند که باقی‌مانده سپاه شکست خورده ساسانی را تعقیب کند. هنگام تعقیب نیروهای کمکی به سپاه ساسانی پیوستند اما دوباره در نبرد ثنی از دست مسلمانان شکست خوردند. ساسانیان با هم‌پیمانان عرب خود از قبیله بنی بکر با سپاه مسلمانان وارد نبرد ولجه شدند. خالد با استفاده از حرکت گازانبری آنان را شکست داد. سپاه ساسانی پس از تجدید قوا وارد نبرد الیس با مسلمانان شدند. در این نبرد خالد با خدای خود نذر کرد که اگر خدایش به وی اسیری داد، رودی از خون آن اسیران به راه بیندازد لذا پس از پیروزی همهٔ اسیران را گردن زد.
برای استحکام پایه‌های پیروزی، مسلمانان به حیره، پایتخت عراق، رفتند و آنجا را محاصره کردند و مردم آنجا قبول کردند که به مسلمانان جزیه بپردازند. بعد از حیره خالد به استان انبار رفت. مردم این شهر دور خود گودال حفر کرند. خالد با بررسی گودال (خندق) در تنگترین قسمت چند شتر قربانی انداخت و از گودال عبور کرد و آنجا (نبرد انبار) را به تسخیر خود درآورد. خالد به سوی عین التمر رفت و در آنجا با سپاهی از ایرانیان و متحدان عربشان از طائفه بنی النمر بن قاسط و تغلب مواجه شد و در نبرد عین‌التمر بر آن‌ها پیروز شد.
از سوی دیگر، ابوبکر چهار سپاه که هرکدامشان ۸٬۰۰۰ رزمنده داشت به سوی شام فرستاد. ابوبکر به فرماندهانش فرمان داد مستقل از هم بجنگند ولی اگر شرایط ویژه‌ای پیش‌آمد، همگی از ابوعبیده جراح فرمان برند. مسلمانان نبرد اجنادین را شروع کردند، رهبریش هم به دست خالد بن ولید بود که از عراق ره‌سپار شام شده‌بود. سپاه راشدین در این نبرد پیروز شد و بخش جنوبی سوریه و فلسطین به قلمروی راشدین اضافه گشت. ارتش راشدین پس از این نبرد دوباره پخش شدند و مشغول انجام مأموریت‌هایی بودند که ابوبکر به آن‌ها داده بود. خالد نیز با ابوعبیده به سوی دمشق رفت و آنجا را محاصره کرد.

### خلافت عُمر (۱۳–۲۴هـ/۶۳۴–۶۴۴م)
پس از مرگ ابوبکر در ۱۳ هجری/۶۳۴ میلادی عمر به خلافت مسلمانان منصوب شد. مسئله اینکه آیا ابوبکر وی را به عنوان جانشین خود انتخاب کرد یا نه، مورد بحث تاریخ نگاران و حقوق دانان بوده‌است. لوی دلا ویدا و کائتانی معتقدند که عمر به سنت قدیمی اعراب، خلافت را به صورت دفاکتو با حمایت صحابه از آن خود کرد. کائتانی همچنین معتقد است که عمر چه قبل و چه بعد از خلافت با اشراف مکه مانند آل امیه روابط حسنه داشته و به سمت آن‌ها تمایل داشته‌است. اما مادلونگ نظر دیگری دارد و معتقد است که برخی افراد قریش مانند خالد بن ولید که در زمان ابوبکر والی بوده‌اند، مخالف خلافت عمر بوده‌اند و از آنجایی که ابوبکر به عمر وابستگی قابل توجهی داشت، چاره‌ای نداشت که عمر را به خلافت بعد از خودش برگزیند.
در دوران حکومت عمر قلمرو اسلامی به شکل بی‌سابقه‌ای گسترش یافت و همه سرزمین‌های تحت حکومت ساسانیان و دو سوم امپراتوری روم شرقی را دربر گرفت.

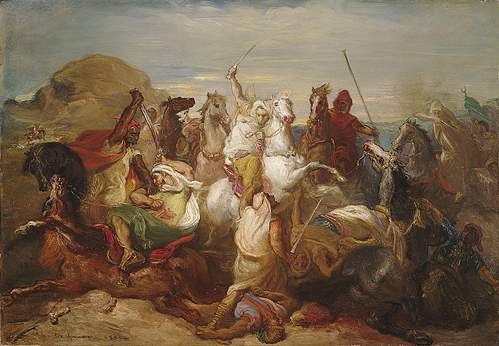
تابلوی روغنی که لحظهٔ پیروزی مسلمانان بر روم در یرموک بازسازی کرده‌است.

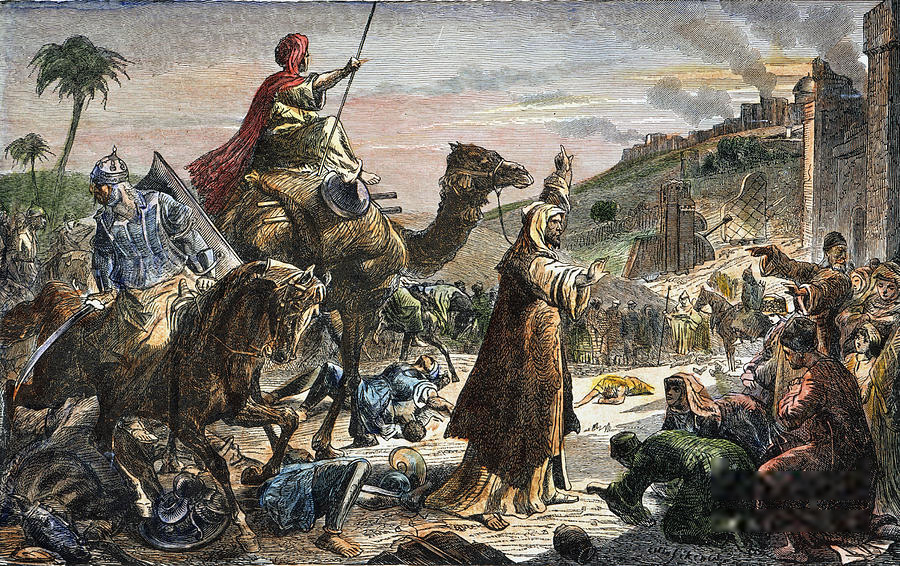
نقاشی تخیلی مسلمانان زمانی که وارد بیت‌المقدس می‌شوند.

در جبهه شام، ابوبکر پس از نبرد اجنادین و در خلال محاصره دمشق می‌میرد و عمر ادارهٔ سپاهیان را به عهده می‌گیرد. نخستین تصمیمش هم برکناری خالد بن ولید و گماشتن ابوعبیده جراح به فرماندهی سپاه مسلمانان بود. اما خالد زیر نظر فرماندهی ابوعبیده به عنوان یکی از زیر دستانش باقی ماند و مسلمانان دمشق را با شرط پرداخت جزیه بدون نبرد تسخیر کردند. عمر افرادی مانند ابو عبیده بن مسعود و سعد بن ابی وقاص را که پشتوانه قبیله‌ای محکمی نداشتند و جزو قبایل پایین به حساب می‌آمدند و ترسی از آنان به جهت ایجاد یک حکومت مستقل در مناطق فتح شده نبود، را به فرماندهی منصوب کرد. سپاه مسلمانان پس از تسخیر دمشق نبرد بیسان را با روم، پس از اینکه رایزنی‌های دو سپاه به شکست انجامید، در سال ۱۳ هـ/ (۶۳۴م) انجام داد، این نبرد به چیرگی مسلمانان بر حمص و بقاع انجامید. سپس مسلمانان با رومیان نبرد یرموک انجام دادند که شش روز ادامه داشت، در پایان نبرد، روم شکست سختی از مسلمانان خورد. پس از یرموک دوباره سپاه اسلام چهار بخش شد و به تصرف دیگر سرزمین‌های باقی‌مانده در شام پرداختند. در میان شهرهایی که این سپاه محاصره کرد اورشلیم بود که ماه‌ها محاصره‌اش طول کشید، سرانجام مردمان این شهر خواستند تسلیم شود، برای همین، رهبرشان را برای آشتی فرستادند، رهبرشان گفت که این شهر را تنها به عمر تسلیم می‌کند، در این هنگام عمر دو دل شد، صحابه نیز به دو گروه شدند، شاخه‌ای از آنان مخالف رفتن عمر و شاخه‌ای دیگر موافق این کار بودند، در پایان عمر بر این شد که به آنجا برود، در سال ۱۵ هـ، عمر کلید اورشلیم را دریافت کرد.
پس از پایان تصرف شام، عمرو عاص بعد از اجازه گرفتن از عمر، به سوی مصر رفت تا آن را به قلمروی دولت اضافه کند. چند دژ را گشود سپس به سوی دژ بابیلون رفت، عمرو عاص تا بر این دژ چیره شود نزدیک شش ماه آن را محاصره کرد. پس از آن سال ۶۴۱م بر فسطاط تسلط یافت، و در ادامه اسکندریه را نیز تصرف کرد، پس از آن برقه (هم‌اکنون شرق لیبی) را هم بدون مقاومت جدی تصرف کرد. سپس عمروعاص خواست در آفریقا (مقصود تونس) کارزار کند ولی عمر از ترس گسترش مسلمانان در سرزمین‌های گمنام به عمرو عاص اجازه نداد.
عمر به نشانه یک تدبیر سیاسی برای جلوگیری از جدایی‌طلبی عمرو عاص، نام‌برده را فرماندار مصر کرد اما با این وجود، زبیر را به آنجا فرستاد تا بر عمرو نظارت داشته باشد.

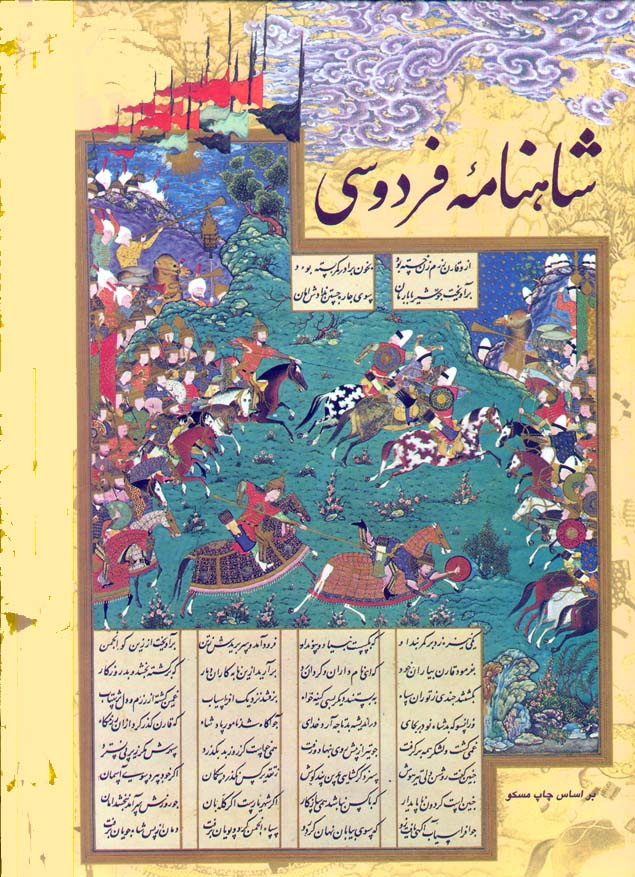
نقاشی ایرانی، برای جنگ قادسیه که دروازه‌های عراق به دست مسلمانان گشوده شد.

اما در جبهه نبرد در ایران، پس از رهسپار شدن خالد به جبهه شام، رهبری سپاه باقی‌مانده برای جنگ با ساسانیان در عراق بر عهده مثنی گذاشته شد. در این هنگام یک فرمانده نظامی به نام رستم فرخزاد، وضعیت حکومت ساسانیان را سامان داد و توانست به کشمکش‌های طولانی در حکومت ساسانی پایان دهد و ایرانیان را قوی سازد. به همین دلیل مثنی در اواخر سال ۱۳ هـ به مدینه رفت تا با ابوبکر در مورد این قضیه گفتگو کند و از او برای پیشروی در قلمروی ساسانیان، با وجود تغییرات یادشده کمک بگیرد. ولی وقتی به مدینه رسید ابوبکر را در بستر مرگ یافت. زمانی که مثنی تغییرات ساسانیان را برای ابوبکر گفت، ابوبکر عمر را فراخواند و به عمر وصیت کرد که مردم را هر روز برای جنگیدن با ساسانیان تشویق کند، و بعد از آن پس از چند ورز درگذشت. عمر تلاش برای گردآوری سرباز برای رویارویی با ساسانیان را آغاز کرد؛ عمر سپاهی بالغ بر ۱٬۰۰۰ از مردان مدینه جمع‌آوری کرد و به سوی قلمرو ساسانیان روانه ساخت، وی همچنان به گردآوری سرباز ادامه داد و این موضوع در شبه جزیرهٔ عربستان ابلاغ عمومی شد و بین قبله‌های عرب، برای جمع‌آوری سرباز می‌گشتند و آن‌ها را برای جنگ تهییج می‌کردند، عمر به دنبال آن پی‌درپی کمک به جبهه جنگ با ایران ارسال کرد و سخنرانان و شعرای ماهر را برای به‌شور آوردن عرب‌ها به کار می‌گرفت، از عمر نقل است که گفت: «به خدا، فرمانروای عجم (غیر عرب) را با فرمان‌روایان عرب در هم می‌کوبم». در سال ۶۳۶/۶۳۷ ارتش ساسانیان با ارتش راشدین وارد نبرد قادسیه می‌شوند و سپاه یزدگرد سوم شکست سنگینی متحمل شد سپس نبرد تیسفون منجر به تصرف تیسفون، پایتخت ساسانیان، در سال ۱۶ هـ شد. سرانجام جنگ نهاوند که برای عرب‌ها به فتح الفتوح هم لقب گرفت، سال ۲۱ هـ شکست پایانی را به ساسانیان وارد آورد؛ پیروزی یکجانبه به سود سپاه عمر بود و بعد از این ایرانیان مقاومت منسجم و جدی انجام ندادند و تقریباً همهٔ قلمروی ساسانی به دست مسلمانان افتاد.

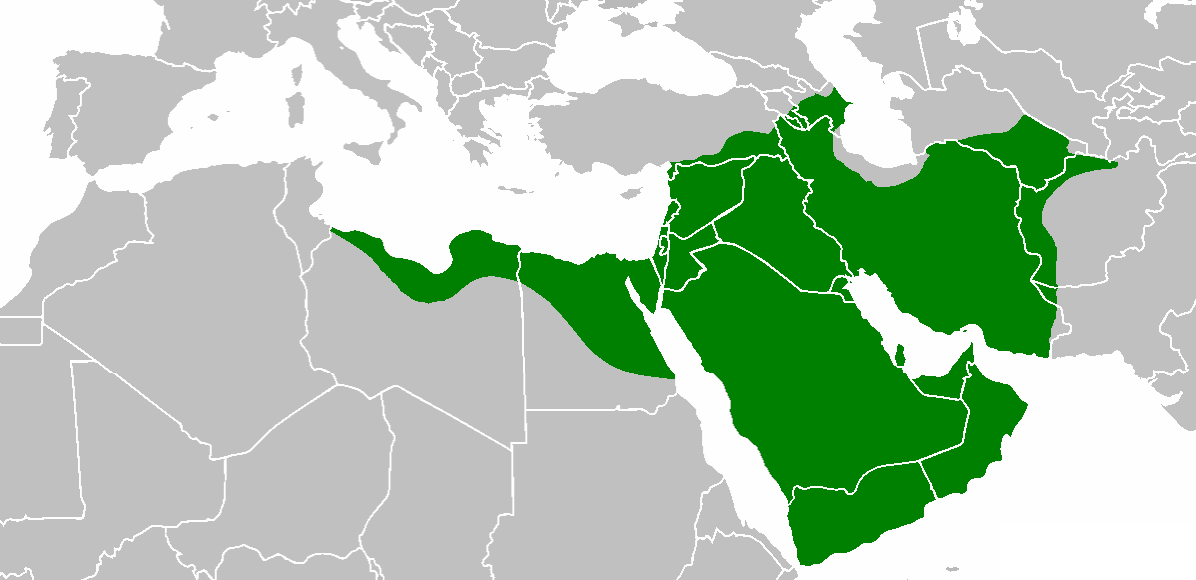
قلمرو خلافت راشدین در اواخر زندگی و خلافت عمر.

سرانجام عمر در سن ۵۳، ۵۵، ۶۰، ۶۱ یا ۶۳ سالگی در ۲۶ ذی الحجه ۲۳ هجری/۳ نوامبر ۶۴۴ میلادی توسط پیروز نهاوندی یا ابولؤلؤ غلام مسیحی مغیره بن شعبه والی بصره، با ۳ یا ۶ ضربه با خنجر ۲ سر کشته شد. برخی شیعیان بر این باورند که قتل او در ۹ ربیع‌الاول واقع شده‌است.
عبیدالله بن عمر در پی کشته شدن پدرش عمر بن خطاب، توسط پیروز نهاوندی، چهار تن را به ظن دست داشتن در آن قتل کشت، این چهار تن هرمزان (سردار ارتش ساسانیان)، مروارید دختر پیروز و یک دختر خردسال دیگر پیروز و جفینه بودند؛ شاکر نوشته‌است پسر عمر این کار را بدون اجازه از عثمان انجام داده بود. بعضی‌ها خواستار کشتن فرزند عمر به نشانهٔ قصاص بودند (علی از این گروه بود) چون پسر عمر قوانین را زیرپا گذاشته بود ولی کشتن فرزند عمر بن خطاب برای گروهی نظیر عثمان سخت بود و عثمان فقط دیهٔ کشته‌شدگان را پرداخت کرد.

### خلافت عُثمان (۲۴–۳۵هـ/۶۴۴–۶۵۵م)

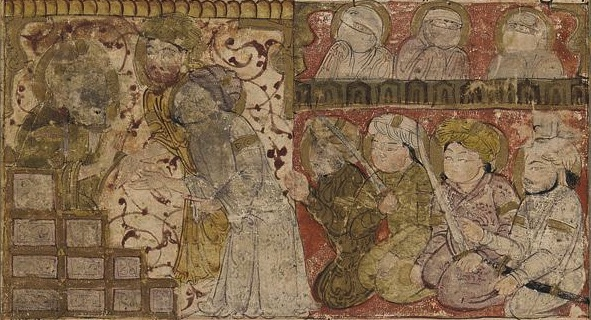
نقاشی ایرانی که در آن بیعت مسلمانان با عُثمان بن عفَان در مسجد را نشان می‌دهد، چهره‌اش به دلیل احترام پوشیده‌است.

عمر با جراحتی که دیده بود، در بستر مرگ قرار گرفت اما تمایلی به انتخاب جانشین پس از خود نداشت. وی شورایی را برای انتخاب خلیفه بعدی تعیین کرد. اعضای این شورا علی بن ابی‌طالب، عثمان بن عفان، عبدالرحمن بن عوف، زبیر بن عوّام، طلحة بن عبید اللّه و سعد بن ابی‌وقاص بودند. اما طلحه غائب بود که به نظر مادلونگ سعد بن ابی وقاص نمایندهٔ رسمی وی در این شورا بود. متن تاریخی وجود ندارد که عمر خواسته باشد کسی را میان شورایی که برای جانشینی‌اش ترتیب داده بود انتخاب کند.
عمر تنها به مسلمانان فرمان داده بود که در نماز به صهیب رومی اقتدا کنند. اما احتمال می‌رود تشکیل شورای شش نفره تصمیم اولیهٔ وی نبود؛ چون چندین بار عمر در مورد جانشین کردن افرادی که در قید حیات نبودند سخن گفته بود.
صحابه‌ای که عمر مشخص کرد جلسه‌ای تشکیل دادند و زمانی که مشاوره آغاز شد، عبدالرحمن بن عوف که اختیارات بیشتری از طرف عمر برای انتخاب خلیفه داشت کاندیداتوری خود را لغو کرد تا بر مراحل انتخاب خلیفه نظارت کند. پس از گفتمان بین کاندیدها زیر نظر عبدالرحمان، علی و عثمان دو نامزد نهایی شدند. عبدالرحمن سه شرط عمل به قرآن، سنت محمد، و روش خلفای پیشین را به علی عرضه کرد که علی تنها دو شرط اول را پذیرفت؛ در حالی که عثمان هر سه شرط را قبول کرد. بنا بر روایت شرح نهج البلاغه ابن ابی الحدید، علی در این هنگام به برتری خود در امر خلافت تأکید کرد. به نوشته وچیا واله یری احتمالاً دلیل انتخاب آن بود که دیگران نگران بودند علی به جهت تقوای سخت گیرانه‌اش برخی از سیاست‌های خلفای پیشین را خلاف قرآن و سنت محمد بداند و در صورت انتصاب به خلافت تغییری در آن دهد که منافع تثبیت شده‌ای را نقض کند. عبدالرحمن از مردم هم نظرسنجی‌هایی کرد که بیشتر مردم و ازجمله سران قبیله‌های قریش، به‌خصوص قبیلهٔ بنی‌امیه و بنی‌مخزوم از عثمان حمایت کردند. بدین ترتیب عبدالرحمان عثمان را خلیفه اعلام کرد. بدین گونه بیعت با نامبرده در پایان ذی‌الحجه یا شروع محرم سال ۲۴ هـ (آغاز نوامبر سال ۶۴۴م) انجام گرفت.
هنوز خبر درگذشت عمر پخش نشده بود که سرزمین‌های تحت تصرف مسلمانان شروع به سرپیچی از قراردادهایی که با مسلمانان بسته بودند کردند. به همین دلیل عثمان سریع سپاهش را به سوی آن‌ها فرستاد. بعضی از سرزمین‌های ایران در این زمان جدا شده بود که عثمان به فرماندارهای کوفه ولید بن عقبه و بصره عبدالله بن عامر فرمان به تصرف دوباره آن‌ها داد. اسکندریه نیز در سال ۲۵ هـ، پیمان با مسلمانان را شکست که عمرو عاص فرماندار مصر، دوباره آن را تصرف کرد. عُمر همواره عمرو عاص را از تاخت و تاز در مغرب دورتر از طرابلس منع می‌کرد، اما عثمان این رویه را در پیش نگرفت و به او اجازه گسترش فتوحات در آفریقا را داد. عمروعاص نیز وارد افریقیه شد و جنگی را در سبیطله و نوبه انجام داد، ولی نتوانست آن‌ها را تصرف کند و بازپس نشست. همچنین عثمان به معاویه اجازهٔ برپایی ناوگان دریایی داد، با وجود اینکه عمر به معاویه اجازه چنین کاری نداده بود. معاویه با ساختن این ناوگان، قبرس را تصرف کرد همچنین به نبرد دکل با امپراتوری روم شرقی پرداخت، که در آن به پیروز شد. دوران عثمان شاهد چند جنگ با امپراتوری بیزانس در شام و آناتولی به اضافه نبردهایی در قفقاز آذربایجان و ارمنستان بعد از سرپیچی آنان از حکومت مسلمانان بود. از مشرق نبردها به رود سند، کابل و فرغانه رسید.
از طرف دیگر، محمد قبَّانی، مهم‌ترین موفقیت‌های عثمان را جمع قرآن در یک نسخه کامل می‌نویسد.
نیمهٔ اول خلافت عثمان به خوبی پیش رفت، در این مدت دولت نیز پایدار بود ولی با شروع سال ۳۱ هـ آشوب‌ها و تحرکات گروهای مخالف شروع به نمایان شدن و شدت گرفتن کرد که تا پایان دوره‌اش و دورهٔ خلفای راشدین ادامه یافت. دلیل آن این بود که عثمان برای بعضی نزدیکان و فامیلش با بخشش منصب فرماندار استان، خوب‌بینی کرده بود که اعتراض‌ها و شکایت‌هایی از ستم نزدیکانش در پی داشت و ستم‌دیدگان خواستار برکناری آن‌ها شدند، بعضی دیگر هم از اشرافی‌گری که در مدینه رایج شده بود شکایت داشتند؛ مردم بر اثر غنیمت‌های گستردهٔ جنگی که کشورگشایی‌ها در پی داشت، زندگیشان از فقر و گوشه‌گیری زمان محمد به اشرافی‌گری تغییر کرده بود. در نهایت، در سال ۳۴ هـ مردم در برخی از شهرها و مناطق مسلمان علیه عثمان شوریدند و با کاروان حجی به مدینه آمدند تا بدین وسیله شورش ضد عثمان آغاز شود. عثمان موفق شد رضایت آن‌ها را به‌دست بیاورد ولی گفته می‌شود وقتی آن‌ها داشتند به سرزمین‌هایشان بازمی‌گشتند به نامه‌رسان عثمان برخورد کردند، بعد از بازرسیش به نامه‌ای رسیدند که در آن عثمان فرماندار مصر را به کشتنشان تا که به مصر رسیدند فرمان کرده بود به همین دلیل به مدینه بازگشتند و دست به انقلاب ضد وی زدند.
شورشیان خانهٔ عثمان را محاصره کردند، عثمان چند روز در خانه‌اش محاصره بود و تعدادی از صحابه مشغول حفاظت از عثمان بوند مهم‌ترین آن‌ها حسن بن علی، عبدالله بن زبیر، مروان بن حکم و سعید بن عاص بود. سرانجام انقلاب گران به خانهٔ او حمله کردند و در خانه را آتش زند، سپس با شمشیر عثمان را در تاریخ ۱۸ ذی‌الحجه سال ۳۵ هـ (۲۰ ژوئن سال ۶۵۶م) در حالی که ۸۲ سال داشت و از خلافتش ۱۲ سال می‌گذشت به قتل رساندند.

### خلافت علی (۳۵–۴۰هـ/۶۵۵–۶۶۱م)
| مناطق تحت کنترل علی بن ابی‌طالب مناطق تحت کنترل معاویه پسر ابی‌سفیان مناطق تحت کنترل عمرو بن عاص از صفر ۳۸ هجری یا از اواخر سال ۳۹ هجری یا اواخر ۳۹ ه. / ۶۶۰ م. |

پس از کشته‌شدن عثمان به دست شورشیان نظرها بر علی، طلحه یا زبیر بود. با قتل عثمان، بنی امیه از مدینه گریختند و کنترل شهر در دست شورشیان عراق و مصر، مهاجرین برجسته و انصار قرار گرفت. آن‌ها از علی برای خلافت دعوت کردند و وی پس از چند روز مخالفت، نهایتاً این منصب را پذیرفت.
خلافت علی از همان روزهای نخست با آشوب همراه شد. هنگامی که علی به خلافت رسید، اوضاع حجاز ناآرام بود. از اقدامات مهم علی پس از رسیدن به خلافت، عزل اکثر والیانی بود که قبلاً عثمان آن‌ها را منصوب کرده بود.

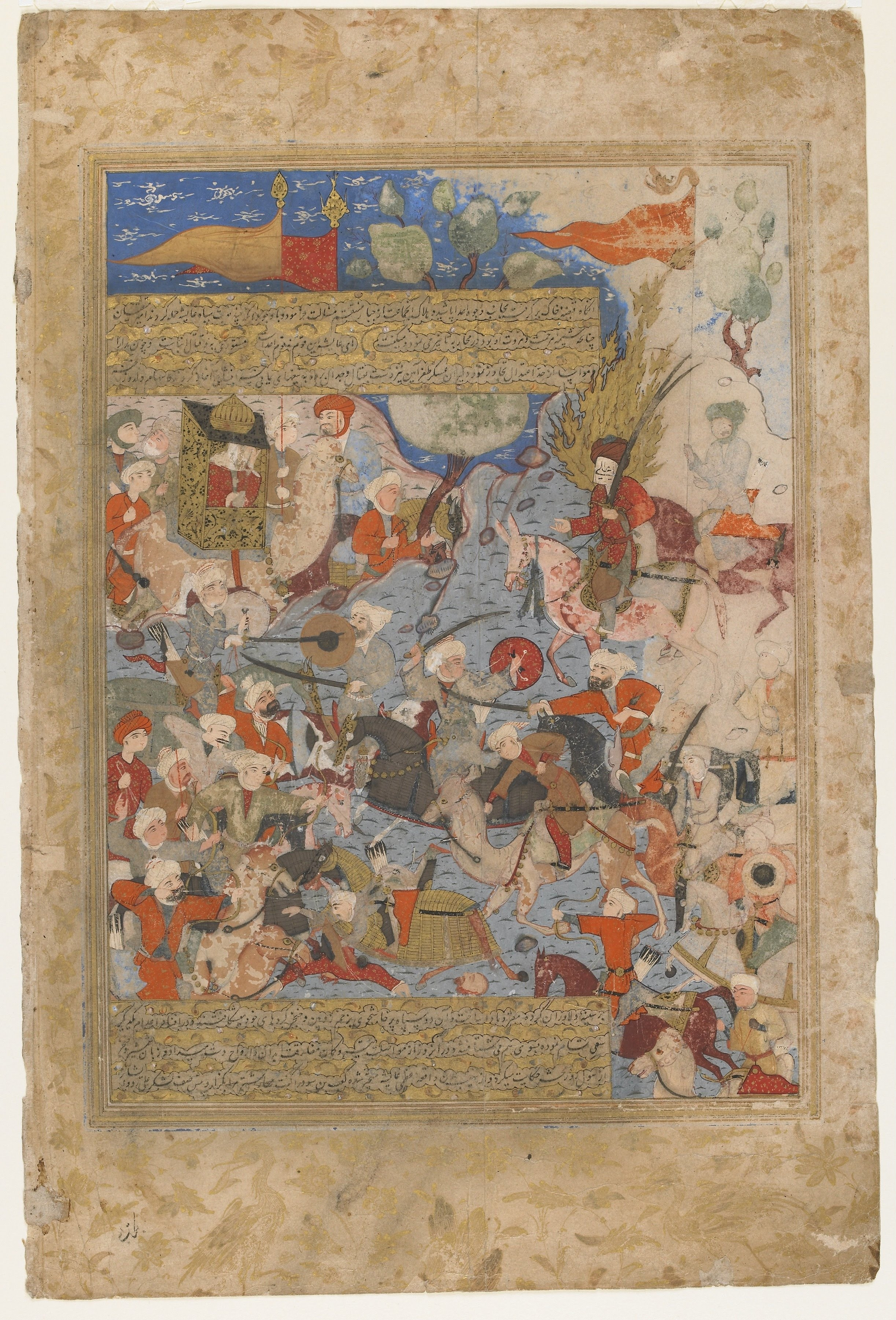
نقاشی جنگ جمل از روضة الصفا میرخواند، سال ۷۲–۱۵۷۱، دورهٔ صفویان

عایشه که از مخالفان عثمان حمایت می‌کرد، پس از شنیدن خبر قتل عثمان و خلافت علی، در مکه دست به فعالیت ضد علی زد و طی چهار ماه به طلحه و زبیر پیوست. طلحه و زبیر پیش از این با مخالفت علی در کسب حکومت بصره و کوفه مواجه گردیده بودند. این دو وقتی شنیدند که هوادارانشان در مکه جمع شده‌اند، به آنجا رفتند. پس از آن، این دو بیعت خود با علی را شکسته و مسئولیت قتل عثمان را به گردن وی انداخته و از او خواستند که قاتلان را محاکمه کند. طلحه و زبیر در جمع‌آوری حامیان در حجاز ناکام ماندند سپس با چند صد سرباز عزم بصره کردند و آنجا را تصرف کردند. سپس والی منصوب علی را برکنار کردند و بسیاری از مردم را در آنجا کشتند. علی ترجیح داد به جای اینکه مستقیم به بصره لشکر کشی کند، به کوفه برود و نیرو گرد آورد. وی فرماندار آنجا ابوموسی اشعری که موضع بی‌طرف داشت را عزل کرد. پس از اینکه گفتگوها بی‌نتیجه ماند، جنگ جمل شروع شد. دلیل این نام‌گذاری این جنگ این بود که عایشه سوار شتر (جمل) بود. سپاه علی پیروز شد. عایشه در این جنگ آسیبی ندید، اما طلحه در میدان نبرد کشته شد و زبیر نیز پس از کناره‌گیری از نبرد تحت تعقیب قرار گرفت و به قتل رسید. علی عایشه را به مدینه فرستاد. او به سپاه عایشه امان داد و آن‌ها را پس از اخذ بیعت آزاد نمود. علی مانع از به کنیزی گرفتن زنان و فرزندان و گرفتن اموال کشته شدگان جنگ در سپاه عایشه گردید. خوارج از این پس این مسئله را یکی از اتهامات وارده بر علی مبنی بر خروج از دین به حساب می‌آوردند. علی وارد بصره شد، مردم بصره با علی بیعت کردند و علی، ابن‌عباس را والی آنجا کرد.

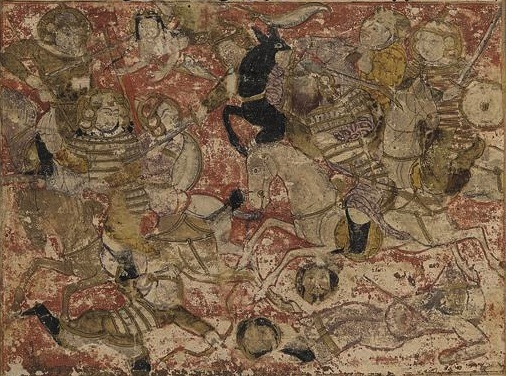
نقاشی جنگ صفین از کتاب تاریخ‌نما اثر بلعمی، ابتدای سدهٔ ۱۴ میلادی

علی بی‌درنگ بعد از جنگ جمل، معاویه ابن ابی‌سفیان را برکنار کرد. معاویه نامه‌ای به علی فرستاد و به او پیشنهاد کرد که حکومتش را به شرطی می‌پذیرد که در جایگاه خود باقی بماند و فرمانداری مصر را هم در دست بگیرد. چون علی این درخواست را نپذیرفت، معاویه به علی اعلام جنگ کرد. علی در ذیحجهٔ ۳۶ هجری سپاهی در عراق فراهم آورد و آن را روانهٔ صفین کرد و چند زد و خورد میان سپاه علی و معاویه صورت گرفت. تا آغاز ماه محرم که جنگ متوقف شد، یک ماه میان دو سپاه گفتگو صورت گرفت ولی در صفر ۶۵۷ میلادی، جنگ دوباره از سر گرفته شد که در کل این جنگ سه ماه طول کشید. هنگامی که به نظر می‌رسید سحرگاه فردا علی پیروز خواهد شد، سپاهیان معاویه به پیشنهاد عمرو عاص قرآن به سرنیزه‌ها آویختند و درخواست کردند تا جنگ ادامه پیدا نکند و در مقابل کار به داوری بر اساس قرآن گذاشته شود. این کار سپاه علی را دچار سردرگمی و تردید کرد. در حالی که علی بر ادامه جنگ اصرار داشت اما وی با تهدید سپاهیانش ترک جنگ را پذیرفت و به ناچار به «حکمیت» تن داد. معاویه پیشنهاد کرد که هر دو طرف، داوری را برگزینند تا با هم به تصمیمی بر پایهٔ قرآن برسند و این تصمیم برای هر دو بی‌درنگ اجرا شود. اشعث بن قیس و قاریان به ابوموسی اشعری برای داور بودن رأی دادند؛ ابوموسی مخالف علی بود و پیش‌تر، مردم کوفه را از یاری علی بازمی‌داشت. علی تحت فشار مجبور به انتخاب ابوموسی شد. توافق حکمیت حدوداً ۲ اوت ۶۵۷ منعقد شد.
اولین دیدار داوران فوریه یا مارس ۶۵۸ میلادی برگزار شد. نتیجه دیدار این شد که عثمان ناعادلانه کشته شده و معاویه حق خون خواهی از وی را دارد. این حکم خواستهٔ عمروعاص بود، زیرا مانع از پیوستن افراد بی‌طرف به علی می‌شد. علی رأی صادر شده را اشتباه و طبق قرآن ندانست. حکمیت دوم احتمالاً در ژوئن یا ژوئیه ۶۵۸ میلادی یا ژانویه ۶۵۹ میلادی رخ داد. مادلونگ نوشته‌است علی دیگر ابوموسی را نماینده خود نمی‌دانست و کسی را نیز به نمایندگی تعیین نکرده بود، لذا در این واقعه مشارکتی نداشت. ابوموسی اشعری به عمروعاص پیشنهاد کرد که هر دو علی و معاویه از خلافت عزل شده و کار تعیین خلیفه به «شورای خلافت» موکل شود، عمروعاص نیز پیشنهادش را پذیرفت. ابوموسی در ملأ عام مورد توافقش با عمرو عاص را اعلام کرد، ولی عمروعاص برخلاف توافق پیشین، علی را عزل و خلافت معاویه را تأیید کرد.
پس از حکمیت اول، علی سعی کرد سپاه تازه‌ای را سامان دهد و از مسلمانان خواست با معاویه بجنگند. وی از خوارج نیز برای پیوستن به جنگ علیه معاویه دعوت کرد، اما آنان پافشاری کردند که علی اول اقرار به توبه از کفری کند که از نظرشان با پذیرش حکمیت مرتکب شده بود.
سال ۶۵۸ میلادی در حالی که علی در راه شام بود، خوارج دست به کشتن افرادی زدند، که با آن‌ها اختلاف دیگاه داشتند؛ لذا سپاه علی برای نبرد با خوارج به سمت نهروان تغییر مسیر کرد. پس از اقدام جنگ خوارج علی در نبرد نهروان به لشکر خوارج یورش برد. از سپاه علی بین ۷ تا ۱۳ نفر کشته شدند، حال آنکه تقریباً همه خوارجی که دست به شمشیر بردند کشته و زخمی شدند. علی تصمیم داشت که مستقیماً از نهروان به سوی شام لشکرکشی کند، اما بخشی از سپاهش به رهبری اشعث بن قیس با گلایه از فقدان توشه جنگی او را مجبور به بازگشت به کوفه کردند.
در حالی که در سال‌های ۴۱–۳۵ هجری، مسلمانان مشغول جنگ‌های داخلی بودند، اکثر مناطق ایران از کنترل خلافت اسلامی خارج شد اما مسلمانان کنترل مناطق آشوب‌زده را در دست گرفتند. در اواخر سال ۳۹ هجری، معاویه سپاهیان علی را در مصر شکست داد و عمرو عاص را حاکم آنجا نمود. در همین زمان، علی کنترل حجاز را نیز از دست داد. در سال ۴۰ هجری علی حتی کنترلی بر شهرهای مکه و مدینه نیز نداشت. علی عملاً به شهر کوفه محدود شده بود و اقدامی در برابر لشکرکشی‌های معاویه، به قلب عراق، یمن و عربستان نکرد.
سرانجام تعدادی از خوارج تصمیم به قتل علی، معاویه و عمرو عاص به صورت هم‌زمان گرفتند تا به عقیدهٔ خود اسلام را از دست این سه تن که مسئول جنگ‌های داخلی بودند، خلاص کنند که تنها موفق به کشتن علی شدند. روز مرگ علی هم در منابع از ۱۱ تا ۲۱ رمضان گزارش شده‌است و مدت تحمل زخم شمشیر را دو یا سه روز دانسته‌اند.

### خلافت حسن (۴۰–۴۱هـ/۶۶۱م) و پایان خلافت راشدین
علی خود شخصاً جانشینی برای خودش تعیین نکرده بود. بعد از مرگ علی، عبیدالله بن عباس مردم را به بیعت با حسن فرا خواند و بیعت با حسن انجام شد که بدین ترتیب حسن می‌توانست روی ۴۰۰۰۰ مرد جنگی که از دوران پدرش به وی وفادار بودند حساب کند.
معاویه چه از طریق مکاتبه و چه از طریق سخنرانی، خلافت حسن را به رسمیت نمی‌شناخت و شروع به فراخوانی نیروهای جنگی از شام و فلسطین و شرق اردن نمود. وقتی میل به جنگیدن معاویه (با پیش روی لشکریانش تا موصل و احتمالاً در عین حال مذاکره بر سر صلح با حسن) بر همه آشکار گردید، حسن ۱۲۰۰۰ مرد جنگی را به فرماندهی عبیدالله بن عباس برای مقابله با معاویه فرستاد. ویلفرد مادلونگ، لئورا وچا ولیری و برخی دیگر از تاریخ پژوهان معتقدند، حسن به دنبال جنگ نبود.
دو یا سه ماه پس از خلافت، حسن با سپاهی به ساباط مدائن رسید. در آنجا شورشی در میان لشکرش علیه وی رخ داد. سپس، یکی از خوارج در حالی که فریاد می‌کشید که تو همانند پدرت علی کافر شده‌ای، با خنجری ران حسن را زخمی‌کرد. بعد از آن اخبار حمله به حسن به‌طور عامدانه از سوی معاویه منتشر شد، لشکریان حسن هزیمت شدند. معاویه تا اخنونیه پیش روی نمود و در آنجا با لشکریان عبیدالله بن عباس روبرو شد. معاویه در اخنونیه توقف کرد و با حسن مذاکره نمود. سپس به عبیدالله بن عباس، فرمانده سپاه حسن، گفت که حسن تقاضای صلح از وی نموده‌است. وی، عبیدالله را با وعده یک میلیون درهم پاداش از حسن جدا کرد. این شکست باعث بروز اختلاف در سران سپاه حسن گردید. ۸۰۰۰ تن صلح را پذیرفتند. به دنبال جدایی عبیدالله بن عبّاس از سپاه حسن، قیس بن سعد، فرماندهی سپاه را بر عهده گرفت و با ۴۰۰۰ تن جلوی سپاه شام ایستاد.
نهایتاً، صلح حسن و معاویه از جنگ بین عراقیان و شامیان جلوگیری کرد و طی آن خلافت به شروطی از حسن به معاویه منتقل گردید. این واقعه در ۱۱ ربیع‌الثانی ۴۱ هجری/ اوت ۶۶۱ میلادی پس از ۷ ماه از حکومت حسن بود. بعد از متارکه جنگ، لشکر معاویه به کوفه آمد و معاویه در سخنرانی اش تمامی عهده‌های نهاده شده را (که تنها به منظور خاموش کردن مقطعی جنگ و راضی کردن مخالفان بود) انکار کرد.
در منابع، شرایط صلح حسن، به صورت ضد و نقیض بیان شده‌است بعضی روایات حاکی از آن هستند که معاویه کاغذ سفیدی برای حسن فرستاد که شروط را در آن بنویسد. قرار شد که سالانه ۱ میلیون درهم به حسن پرداخت گردد و ۵ میلیون درهم از خزانه کوفه و مالیات برخی مناطق ایران مانند اهواز، فسا و دارابگرد به وی تعلق گیرد. به روایتی قرار شد که دو میلیون درهم از سوی معاویه پرداخت شده و بنی هاشم بر قبایل دیگر قریش درگرفتن مزایا و عطاها ارجح شمرده شوند. از دیگر شرایط می‌توان به انتقال قدرت از معاویه به حسن پس از مرگ معاویه اشاره کرد. اما تعیین کردن پیشاپیش خلیفه بعدی در بین مسلمانان آن زمان جا نیفتاده بود و معلوم بود که معاویه بعدها در مورد قبول این مطلب از سوی جامعه مسلمانان با مشکل مواجه خواهد شد. حسن نیز ضمانت محکمی از معاویه نگرفت. مادلونگ قرارداد صلح حسن را چنین می‌نویسد:
- معاویه طبق کتاب خدا و سنت پیامبر و خلفای صالح عمل نماید.
- معاویه نمی‌تواند برای خود جانشینی انتخاب کند و این کار را باید به شورا واگذار کند.
- برای همگان در هر جایی امنیت وجود خواهد داشت.
- معاویه آشکارا یا نهان حسن یا هیچ‌کدام از یاران او را مورد ارعاب قرار نخواهد داد.[۱۹۰]

واله یری می‌نویسد احتمال دارد که حسن به علت نبود نهضت حامیش، صلح را پذیرفته باشد. اگر بپذیریم که علی، هفته به هفته خزانه را خالی می‌کرد و محتویاتش را بین مردم تقسیم می‌کرد، بنابراین دولت حسن با مشکلات مالی روبرو بود. علاوه بر آن، علی در سال‌های آخر خلافتش با شکست‌های پی در پی مواجه شد و این مهم در زمان خلافت حسن تشدید شد. از این رو حسن نمی‌توانست به سربازانی تکیه کند که میل چندانی به جنگیدن نداشتند. تبعات بعدی صلح، بر علویان بسیار گران آمد. در بحث‌هایی که با آن‌ها می‌شد، آن‌ها در مورد این مطلب که حسن از حق خودش به عنوان خلیفه کناره گرفته و بنابراین آن‌ها دلیلی برای مخالفت ندارند، پاسخی نداشتند. سید محمدحسین طباطبایی با اشاره به صلح حسن می‌نویسد: «اگر حسن یا حسین با معاویه می‌جنگیدند کشته می‌شدند و برای اسلام کمترین سودی نمی‌بخشید و در برابر سیاست حق به جانبی معاویه که خود را صحابی، کاتب وحی و امیرالمؤمنین معرفی کرده و هر دسیسه را به کار می‌برد، تأثیری نداشت.»
بعد از درگذشت حسن در ۴۹ هـ برابر با سال ۶۷۰م، معاویه در سال ۵۰ هجری بر خلاف قرارداد یزید را ولی‌عهد خود کرد و اهالی شام را مجبور به بیعت با یزید کرد همچنین معاویه در این هنگام هزار اسب‌سوار را به بهانهٔ حج به مکه فرستاد سپس آن‌ها وارد مدینه شدند، مردم را تحت فشار شمشیرها ناگزیر به بیعت با یزید کردند. ۱۰ سال پس از ولی‌عهدی یزید، معاویه ۶۰ هـ (ماه آوریل ۶۸۰م) می‌میرد و یزید خلیفه می‌شود. بدین ترتیب خلافت اولیه به پایان رسید و دولت اسلامی دوم، خلافت اموی آغاز شد که نظام حکومتی از شورا و ساده‌زیستی حاکمان (نسبت به پادشاهی‌های معاصر) به نظام وراثتی و شبیه به پادشاهی تبدیل شد که خلافت‌های اسلامی بعد از امویه نیز شیوهٔ امویه را در پیش گرفتند.

## رابطه دین و دولت
بعضی از پژوهشگران و تاریخ‌نگاران به خصوص غربی‌ها (که نظر آن‌ها در ادامه می‌آید) خلافت راشدین را حاکمیت دینی می‌گویند، ولی بعضی از مسلمانان نظیر مصطفی حلمی در مقابل آن را نادرست می‌دانند.
دیدگاه رایج اسلام شناسان غربی آن است که هرچند محمد نماینده خدا بر زمین هم در امور دینی و هم در امور سیاسی بود، اما پس از وی، خلافت تنها جانشینی وی در امور سیاسی بود. اقتدار مذهبی پس از وی جانشینی نداشت یا به‌طور عمومی به همه صحابه و پس از آن‌ها به هر کس که راوی احادیث وی بود منتقل شد. این گروه بعداً، به نام «علما» شناخته شدند. با این حال خلفای راشدین چون هم از صحابه بودند و هم جانشینی سیاسی را بر عهده داشتند، اقتدار سیاسی و مذهبی هم‌زمان در آن‌ها جمع شده بود؛ لذا پس از پایان این دوره و شرو ع خلافت امویان، عملاً این دو شأن جدا گردید و جانشینی دینی و سیاسی دو مسیر جداگانه را طی کردند. هرچند اغلب شیعیان با دیدگاه جدایی این دو مخالفند و به‌خصوص امامیه، علی به عنوان جانشین مشروع محمد نه تنها شئون سیاسی بلکه اقتدار دینی وی را نیز به ارث می‌برد. هرچند در عمل، پس از علی، امامان به عنوان جانشین مشروع محمد از جایگاه سیاسی خود عزل شدند، اما در اصل حائز هر دو صلاحیت هستند.
البته برخی اسلام شناسان متأخر نظیر پاتریشیا کرون و مارتین هیندز دیدگاه جدایی دین و سیاست بعد از خلفای راشدین را حتی نزد اهل سنت رد می‌کنند. آن‌ها می‌گویند خلافت در اساس، حتی در زمان امویان، هم واجد صلاحیت سیاسی و هم صلاحیت مذهبی بود، به‌طوری‌که خلیفه مسئول تعریف قانون اسلام بود و هیچ مسلمانی بدون بیعت با خلیفه به رستگاری نمی‌رسید؛ یعنی، دیدگاه اولیه از خلافت شبیه به اعتقادات شیعیان بود. وداد کادی و آرام شاهین در دانشنامه اندیشه سیاسی اسلام پرینستون کارویژه‌های خلیفه را چنین برمی‌شمارند: رهبری جامعه مسلمان دقیقاً مشابه با محمد اما بدون نقش نبوت. در نتیجه این جایگاه، خلیفه صاحب جایگاه ارشد اقتدار و قضاوت در قلمروش بود و مقامات حکومت را منصوب می‌کرد، نظم را در جامعه برقرار می‌ساخت، از اجتماع مسلمان در برابر دشمنان دفاع می‌کرد، مالیات را جمع‌آوری و توزیع می‌کرد. اما فراتر از همه این نقش‌های سیاسی رهبر مذهبی مسلمانان بود که تبعیت جامعه مسلمان از شریعت الهی را تضمین می‌کرد؛ بنابراین نماز جمعه را امامت می‌کرد و خطبه جمعه به نام وی خوانده می‌شد و سپاهیان مسلمان را در جهاد رهبری می‌کرد و مناسک حج را هر سال در مکه برپا می‌کرد.

## نظام سیاسی

### انتخاب خلیفه
خلافت با بیعت مردم به شرط پایبندی خلیفه به قوانین اسلام شروع می‌شد و اگر خلیفه به قوانین اسلام پایبند می‌ماند تا آخر عمرش خلافت ادامه داشت.

### فرمانداران و کارگزاران
یکی از ویژگی‌های خلافت راشدین پیروی دولت از احکام اسلام بود. این دولت یک حکومت تمرکزگرا بود که در رأس آن خلیفه قرار داشت و اداره‌های نظارت بر استان‌ها از آن زیر شاخه می‌شد. و به نظر احمد اشعری شبیه به اداره محلی در عصر حاضر بود. در استان‌ها، قوه قانون‌گذاری - با مسئولیت خلیفه - از قوه مجریه - با مسئولیت فرماندار - جداگانه اداره می‌شد، همچنین قوهٔ قضاوت از قدرت فرماندار مستقل بود. تصمیم گیرنده نهایی در تمامی مسائل خود خلیفه بود. خلیفه وزیری نداشت اما اگر مجبور به مسافرت می‌شد، فردی دیگر را به جای خود به‌طور موقت می‌گماشت.
تقریباً تمامی خلفا، صحابه را بر طبق توان و شایستگیشان به فرمانداری استان‌ها انتخاب می‌کردند و مدت آن هم متناسب با خشنودی خلیفه از شیوهٔ ادارهٔ آن شخص بود. مسئولیت‌های فرمانداران حفاظت از مرزها، آموزش سربازان، جاسوسی از دشمنان، گماشتن کارگزاران و کارمندان با رتبهٔ کمتر به حکومت بر شهرها و آباد کردن استان‌ها بود (مانند حفر چاه‌ها و بهبود و گسترش راه‌های ارتباطی، ساختن پل و مسجد و …). اختیارات فرمانداران کم‌کم با گسترش قلمروی خلفای راشدین گسترش یافت؛ چنانچه در دوران عثمان نیروی نظامی را به‌طور کامل در اختیار داشتند و کشورگشایی می‌کردند و قلعه می‌ساختند، ولی این صلاحیت‌ها شامل بخش مالی نمی‌شد و این بخش در دست مسئولان خراج و جمع‌کنندگان صدقات و زکات باقی ماند.
عمر بن خطاب - پس از کشورگشایی‌های گسترده- دولت خلفای راشدین را به چندین استان تقسیم کرد و بر هر کدامش استانداری گماشت تا به نمایندگی از خودش بر آنجا حکم کند و عمر هرکدام از این افراد را به دقت زیر نظر داشت و هر سال در زیارت فرمانداران را فرا می‌خواند و از احوالشان جویا می‌شد. عمر از نامه‌رسان‌ها می‌خواست که پس از رسیدن آن‌ها به استان‌ها، پس از انجام مأموریت، دور از چشم فرماندار شکایات مردم را بپرسند و به وی اطلاع دهند. در کنار کارگزاران استان‌ها، همیشه یک قاضی مستقل برای به عهده‌گرفتن قانون و جمع‌آوری مالیاتها بود. عمر چند سازمان برای کمک و سازماندهی آن‌ها ترتیب داده بود، که از مهم‌ترین آن‌ها نگهبان شب مسئولان کنترل منکرات، لشکرگاه و دادگاه بود. عمر تصمیم گرفت که اداره زمین‌های تازه تصرف شده بر عهدهٔ تصرف‌کنندگانش باشد، به دلیل آنکه آن‌ها بیشترین نیرو برای بهره‌بردن از آن را دارند. در مقابل از آن‌ها خراج و جزیه گرفته می‌شد. عمر طبق قوانین اسلام زنان، کودکان، پیرمردان و فقیران را از پرداخت جزیه معاف کرد. عثمان دولت را به همان شیوهٔ سخت‌گیرانهٔ عمر اداره نمی‌کرد. تاریخ‌نگاران زیادی بر این باور هستند که عثمان بعضی از نزدیکان و فامیلهایش را برای رسیدن به منصب فرماندار استان گمارد. چنان‌که علی بیشتر فرمانداران عثمان را برکنار کرد. با وجودی که تعدادی از نزدیکانش را مانند عثمان به عنوان فرماندار انتخاب کرد، اما فرقش این بود که با شدت در برابر کارهای خلاف قانون آن‌ها برخورد می‌کرد که نمونه‌اش برکناری عبدالله بن عباس از فرمانداری بصره بود.

### تقسیمات کشوری
دولت خلافت راشدین در زمان ابوبکر به هفت استان تقسیم شده بود که اسامی آن‌ها: حجاز، نجد، سرزمین بحرین، عمان، یمن (با استان حضرموت)، عراق و شام بود. افزون بر این مناطق، مدینه، پایتخت دولت، مستقیم زیر نظر خلیفه اداره می‌شد. تقسیمات اداری در زمان ابوبکر نسبت به زمان محمد تغییری نکرد، ولی دولت در زمان عمر گسترش چشم‌گیری یافت، چنان‌که شامل مناطق جدید می‌شد که شهروندانش نیز از مردمان بافرهنگ و متمدن بودند. به همین دلیل مسلمانان برای اولین بار از قوانین آن‌ها در تقسیمات اداری برداشت کردند. عمر برای اولین‌بار قلمرو خلافت را به پنج بخش بزرگ تقسیم و هر کدام را نیز به استان تقسیم کرد؛ ایران ساسانی (شامل سیستان، مکران، کرمان، طبرستان و خراسان)، عراق به دو استان (بصره وکوفه)، وشام هم دو استان (دمشق، حمص و فلسطین استان مستقل) و شمال آفریقا به سه استان تقسیم شد.
عمر در زمانی که خلافت را به عهده داشت یمن را زیر نظر یک فرماندار یک‌پارچه ساخت اما سرزمین شام به چند قسمت نظامی موقت بین تصرف‌کنندگانش تقسیم کرد؛ تعداد آن قسمت‌ها پنج قسمت بود که به هرکدام جند می‌گفتند، این جندها شامل: جند دمشق، جند حمص، جند قنسرین و جند اردن و جند فلسطین (تقسیم به «جند» در هیچ استان دیگر از استان‌های این دولت استفاده نشد). بعضی از این جندها گاهی زیر نظر یک فرماندار قرار می‌گرفت، برای مثال قنسرین و حمص با هم به معاویة ابن ابی‌سفیان سال ۳۱ هـ پیوند خورد.

### شورا
شیوهٔ خلفای راشدین در اجرا کردن شورا و سیره سیاسی شان متفاوت بود. ابوبکر برای نمونه، نخست مشورت می‌کرد و سپس تصمیم می‌گرفت و عمر مشورت می‌کرد و سپس اجرا می‌کرد. اعضای شورا از تعداد معینی تشکیل نشده بود و همچنین خلیفه مجبور نبود به نظرات اعضای شورا عمل کند و تصمیم اول و آخر همیشه به عهدهٔ خود خلیفه بود. به نوشته شاکر ابوبکر، عمر بن الخطاب و عثمان بن عفان به شورا اعتقاد داشتند و نیز شورا آثار مثبت فراوانی بر روی تصمیم گرفتن و حل اختلافات در دولت آنان داشت.
برای شورا در زمان خلفای راشدین مثال‌های زیادی است، یکی از این نمونه‌ها مربوط به روزهای پایانی عمر محمد بود، چنان‌که بعد از شورا فرمان داد که اسامه بن زید برای جنگ با روم شرقی برود. با فرمان محمد اردوگاهی در بیرون از مدینه برای سربازان برپا شد، ولی محمد در خلال این ماجرا درگذشت و جنگ‌های ارتداد شروع شد. ابوبکر به اسامه فرمان داد سپاهش را به حرکت درآورد، اما تعدادی از صحابه از تهدید مرتدان، از دین اسلام برگشتگان، برای مدینه نگران بودند، به این دلیل که بیشتر نیروهای نظامی مسلمانان برای جنگ به روم رفتند و مدافعان مدینه کم شده بود. به همین دلیل عمر بن خطاب، عثمان بن عفان، ابوعبیده جراح، سعد بن ابی‌وقاص و سعید بن زید به پیش ابوبکر رفتند و گفتند که حملهٔ اسامه را تا از بین رفتن جنگ‌های ارتداد به تأخیر بیندازد ولی ابوبکر پیشنهاد آنان را رد کرد. شاکر برای نمونهٔ دیگری از شورا می‌نویسد که ابوبکر در بستر مرگ از صحابه خواست که خلیفه را خودشان انتخاب کنند و در زمانی که در آن قضیه سرگردان شدند، از ابوبکر خواستند که یکی را برایشان کاندید کند. ابوبکر در خصوص عمر مشورت صحابه را گرفت پس از تأیید آنان خلیفه بعد از خود را عمر خواند. مجلس شورای ابوبکر از عمر، عثمان، علی، عبدالرحمن بن عوف، معاذ بن جبل، ابی بن کعب و زید بن ثابت تشکیل شده بود.

### نیروی امنیت شهری
نیروی امنیت شهری یا پاسبانی در زمان خلفای راشدین به صورت ابتدایی شناخته شده‌است. این نیرو در ابتدا تابع نظام قضایی بود، یعنی فقط احکام قضایی را انجام می‌داد و کم‌کم گسترش یافت و مأموریت‌هایش برای تمام شهر گسترش یافت. نیروی امنیت شهری در زمان ابوبکر وجود خارجی نداشت، چنان‌که دولت ارتش را حامی امنیت شهر می‌دانست؛ ولی نیاز به نیروی امنیت شهر (پلیس در حال حاضر) در اواخر دوران عمر احساس شد. عمر پاسبانی در شب را راه‌اندازی کرد. عمر محلی را برای بازداشت مجرمان ایجاد کرد و نام «سجن» (زندان) روی آن گذاشته شد (قبل از آن مجرمان در مسجد حبس می‌شدند)، سپس عثمان نیروی امنیت شهر را در استان‌ها و مناطق تأسیس کرد تا اولین کسی باشد که نیروی امنیت شهری (پلیس) را در خلافت راشدین ایجاد کرده باشد. علی نیروی امنیت شهری را سازمان دهی کرد، و بر رئیس آن رئیس می‌گماشت. که در کل این گروه شرطةالخمیس نام گرفت.

### قوهٔ قضاوت
به اعتقاد عبدالفتاح خلفای راشدین در طول حکومتشان به عدالت‌گستری و اجرایی کردن آن می‌پرداختند، چنان‌که عدالت به یکی از ارزش‌های مهم جامعه اسلامی تبدیل شده بود، جمال البنا، اعتقاد دارند که دولت راشدین پرپایهٔ احترام به حقوق بشر و عدالت برپا بود، با وجود این ارزش‌ها با شروع شدن خلافت اموی و خلافت‌های متعاقبش به شکل گسترده‌ای از بین رفت. ابوبکر - مثل زمان محمد - شخصاً دستگاه قضاوت و حکم‌کردن را در دست می‌گرفت. اولین کسی که قاضی‌ها را بر استان‌ها و سرزمین‌های دوردست گماشت عمر بود. همچنین عمر اولین خلیفه‌ای بود که دستگاه قضاوت را از دولت جدا کرد و برای هر ولایت قاضی گماشت و قوانین و احکام برای قاضی‌ها وضع کرد، تا قاضی‌ها به آن شیوه عمل کنند.

### دیوان‌ها
در دوران عمر نظام دیوان‌ها (دفتر محاسبه در قدیم) برای حکومت خلفای راشدین تأسیس شد. در خصوص تاریخ تأسیس دیوان‌ها بین تاریخ‌نگاران اختلاف نظر وجود دارد چنان‌که محمد بن جریر طبری می‌گوید دیوان‌ها در سال ۱۵ هـ (۶۳۶م) تأسیس شد اما الماردی می‌گوید در سال ۲۰ هـ تأسیس شده‌است. روایتی است که می‌گوید فکر تأسیس دیوان‌ها به زمانی که ابوهریره از اقلیم بحرین با نیم میلیون درهم به مدینه آمد بازمی‌گردد؛ عمر مردم را فراخواند که چگونه این پول‌ها بین مردم تقسیم شود، یکی از حاضران گفت که مکانی ایجاد شود تا این مبالغ در آن نوشته شود و عمر هم آن را تأیید کرد. در ادامه با ازدیاد پول‌های حاصل از غنیمت‌های جنگی از ایران و شام نیاز به سازماندهی و پخش این پول‌ها احساس شد. به همین دلیل عمر دیوان بیت‌المال را تأسیس کرد، که آن شروع کار دیوان‌ها در تاریخ اسلام بود. دیوان‌ها بعدها گسترش یافت و دیوان دیگر در زمان عمر به نام دیوان عطا ایجاد شد که هدفش برای سازماندهی بخشش‌های مالی بین مردم بود (عمر مردم را در بخشیدن این پول‌ها درجه‌بندی کرده بود و اولویت هم با اهل بیت، کسانی که زودتر مسلمان شده بودند، آن‌هایی که در جهادکردن پیشی گرفته بود و در پایان هم هرکس که بر جنگیدن تواناتر بود گذاشت). دیوان دیگر با نام دیوان ارتش برای نوشتن اسم‌های سربازان و میزان شایستگی آن‌ها در کسب درآمد تأسیس شد. دیوان استیفا هم برای نوشتن و حساب کردن خراج سرزمین‌های تصرف شده تأسیس شد.

### وجه نقد

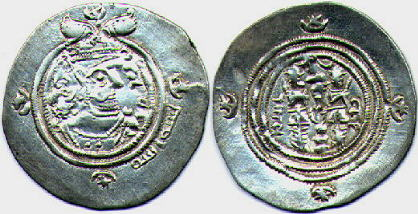
سکه‌های عرب ساسانی که به دوران خلفای راشدین برمی‌گردد و به آن نقش بسملة (بسم الله الرحمن الرحیم) اضافه شده‌است.

### نیروی زمینی

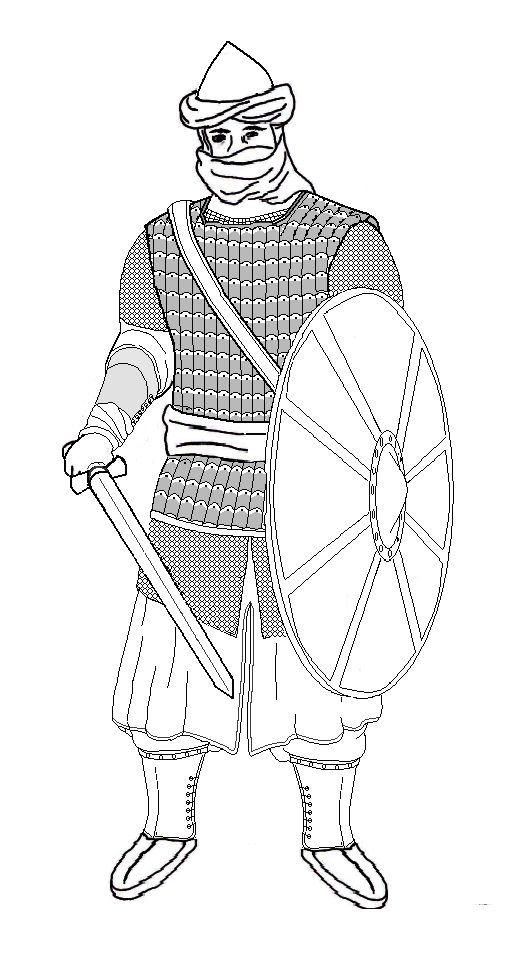
نقاشی تخیُّلی برای لباس سربازان مسلمان زمان خلافت راشدین.

## اقتصاد